# Släpp alla sorger
"Släpp alla sorger" är en låt skriven av Jimmy Jansson och Thomas G:son som framförs av etnopopduon Nordman. Låten var ett av bidragen till den tredje deltävlingen av i Melodifestivalen 2023 i Lidköping den 18 februari. Den kom där på en tredjeplats och gick vidare till semifinalen i Örnsköldsvik den 4 mars. I semifinalen kom låten etta och kommer därför vara med i finalen i Stockholm den 11 mars.